# دوقية مكلنبورغ شفيرين الكبرى
دوقية مكلنبورغ شفيرين الكبرى (بالألمانية: Großherzogtum Mecklenburg-Schwerin) أراضي في شمال ألمانيا حكمها آل مكلنبورغ المستقرين في مدينة شفيرين. كانت دولة ذات سيادة عضو في الاتحاد الألماني، وأصبح دولة اتحادية من الاتحاد الألماني الشمالي، وأخيرا الإمبراطورية الألمانية في عام 1871.